# Edificio de contención

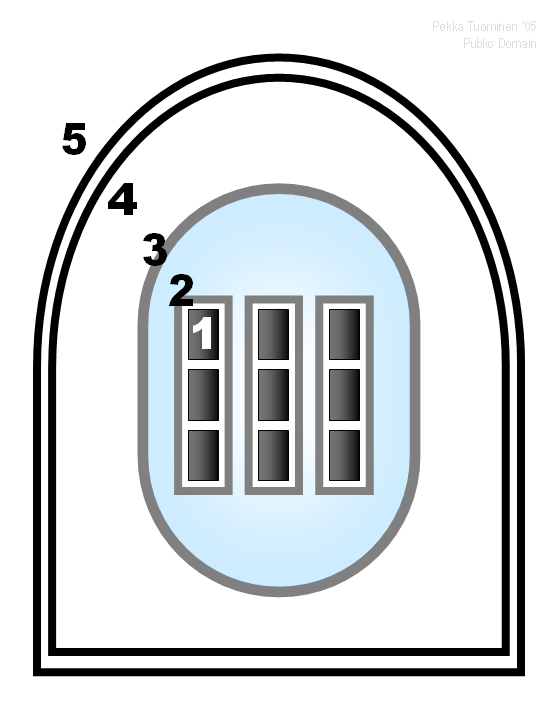
Barreras de protección de una central nuclear. Las 4ª y 5ª corresponden a la contención

Se denomina edificio de contención, en su utilización más habitual, a una estructura de hormigón, acero o una combinación de ambos, construida para encerrar en su interior a un reactor nuclear. Está diseñado para que, en caso de emergencia, contenga un escape de gases radiactivos aunque estos alcancen presiones en el rango de 60 a 200 psi[cita requerida] (4 a 13.6 atmósferas). La contención es la última barrera de un escape radiactivo, siendo la primera barrera la propia cerámica de la que está construido el combustible, la segunda las vainas metálicas que revisten este combustible y la tercera la vasija del reactor y el sistema de refrigeración.

## Diseño
El edificio de contención suele ser una estructura de acero estanca que encierra el reactor y que está aislada de la atmósfera exterior. Puede utilizarse solo el acero o junto al blindaje de hormigón. En los Estados Unidos, el diseño y grosor de la contención y del blindaje de hormigón se rige por las reglamentaciones federales (10 CFR 50.55a).

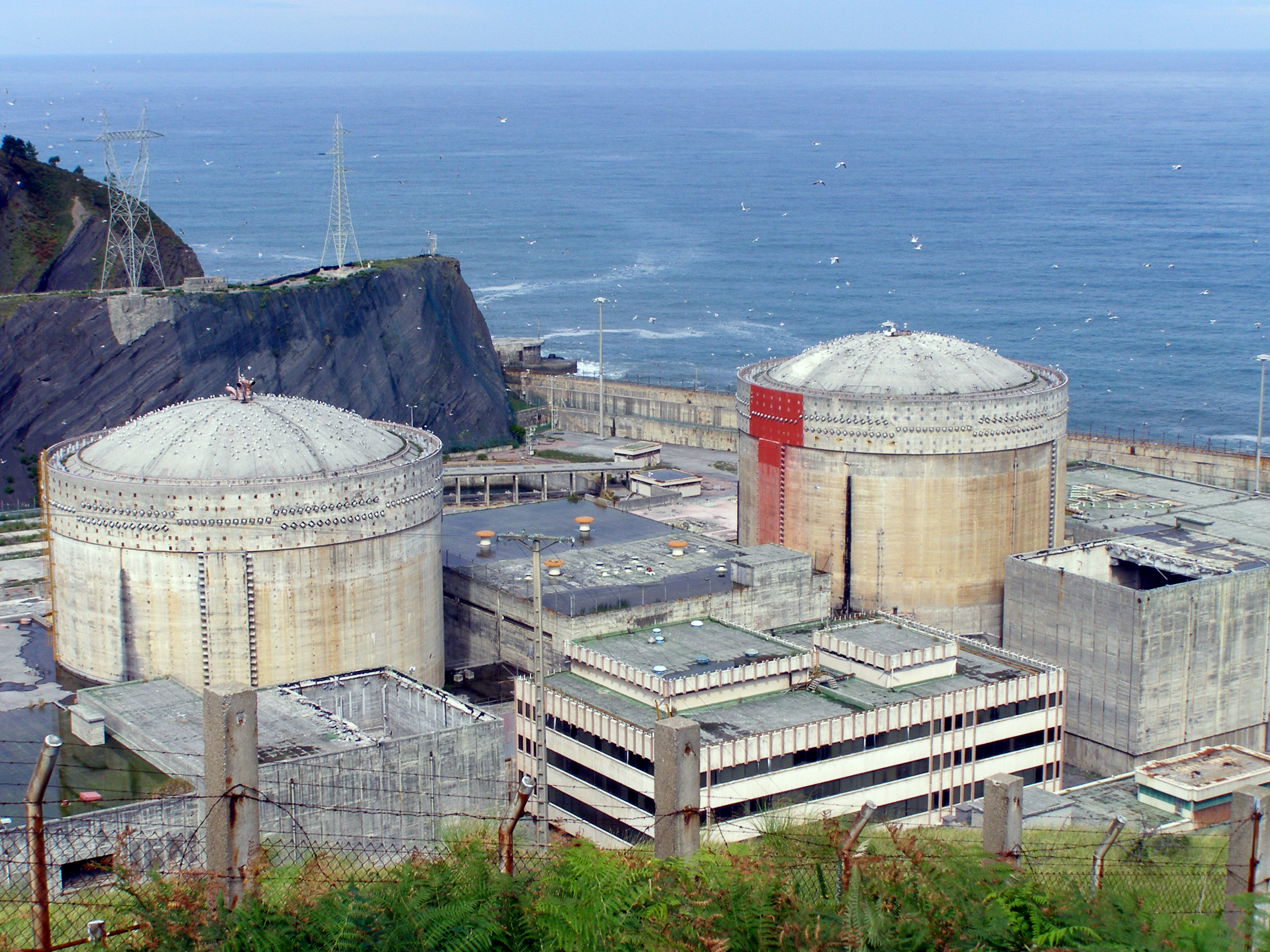
Edificios de contención inacabados de Lemóniz I y II

Durante el funcionamiento normal, la contención está sellada y el acceso se realiza a través de compuertas similares a los usados en los buques. La temperatura del aire y la radiación del núcleo limitan el tiempo que las personas pueden permanecer dentro de la contención cuando la planta está funcionando a plena potencia. La contención está diseñada para aislar y contener completamente una fusión del núcleo, situándose en el peor caso posible denominado accidente base de diseño. Aunque existen sistemas redundantes que previenen una posible fusión, se asume por principio que este pudiera suceder, condicionando las características de la contención. Para su diseño se considera una rotura de las tuberías de la vasija del reactor, que provocarían un accidente por perdida de refrigerante (LOCA) donde el agua del interior de la vasija del reactor escaparía al interior de la contención evaporándose. El aumento de la presión que este accidente provocaría en el interior de la contención dispararía los rociadores de la contención para condensar ese vapor y de esta forma reducir la presión en el interior de la misma. Muy poco tiempo después de la rotura se iniciaría un apagado rápido del reactor (SCRAM). Los sistemas de seguridad cerrarían las líneas no esenciales dentro de la contención sellada mediante el cierre de las válvulas de aislamiento. Rápidamente se accionarían los sistemas de refrigeración de emergencia del núcleo para enfriar el combustible y evitar de esta forma su fusión. La secuencia exacta de estos eventos depende del diseño del reactor. Para un reactor avanzado de agua en ebullición (ABWR) ver las páginas 15A-37 y -38 de este documento, para un CANDU ver las diapositivas 21, 23 y 25 de esta presentación. 
En Estados Unidos y en los reactores cuyo diseño es estadounidense como en España o México, los edificios de contención están sujetos a las pruebas de tasa de fuga integrada a la contención (CILRTs) periódicas, tanto para identificar una posible fuga en un accidente o para localizar y arreglar las vías de pérdida. 

## Reactores de agua a presión
En un reactor de agua a presión, la contención encierra además a los generadores de vapor y al presurizador o presionador, constituyendo en conjunto el edificio del reactor. El escudo antimisiles es normalmente un alto edificio, cilíndrico o abovedado. Existen varios diseños comunes pero, para los análisis de seguridad, los blindajes se catalogan como: grande-seco, sub-atmosférico, o condensador de hielo.

## Reactores de agua en ebullición
En un reactor de agua en ebullición, la contención y el escudo se construyen muy cerca de la vasija del reactor. La pared del edificio del reactor forma una contención secundaria durante las operaciones de recarga de combustible. Los diferentes diseños de la contención se denominan por los nombres Mark I (el más viejo; toroidal/de pozo seco), Mark II, y Mark III (el más nuevo). Los tres tipos albergan una gran masa de agua que se utiliza para enfriar el vapor emitido por el sistema del reactor durante los transitorios.

## Reactores CANDU
El sistema multiunidad CANDU utiliza un edificio de vacío equipado con rociador de agua para condensar rápidamente los vapores que pudiera producir una posible rotura, devolviendo la contención a las condiciones de presión subatmosféricas. Esto minimiza cualquier posible escape de productos de fisión al medio ambiente.

## Reglamentación en Estados Unidos
En Estados Unidos es el Título 10 del Código de Regulaciones Federales, Parte 50, Apéndice J, el que proporciona los criterios básicos de diseño para las conducciones que penetran en la contención. Cada tubería grande que penetra en la contención, como por ejemplo las líneas de vapor, tienen válvulas de aislamiento, configuradas tal y como autoriza el Apéndice J, siendo habitual el uso de dos válvulas . Para las conducciones menores, una en el interior y otra en el exterior. Para las conducciones grandes con presiones altas, debido al espacio necesario para las válvulas de seguridad y por motivos de mantenimiento, los diseñadores deben instalar las válvulas indicadas en el Apéndice J cerca de donde esas líneas salen de la contención. En caso de fuga en las tuberías de alta presión que transportan vapor y agua de alimentación, estas válvulas cierran rápidamente para prevenir fugas de radiactividad de la contención. Las válvulas en las líneas de los sistemas de reserva que penetran en la contención permanecen en posición normalmente cerradas.

## La Unión Soviética
En la Unión Soviética la práctica normal era no construir edificios de contención. Esto condujo, entre otros motivos, al accidente de Chernobyl. En los reactores RBMK como el de Chernobyl es más adecuado llamar al edificio que aloja al reactor edificio del reactor y no edificio de contención.

## Seguridad
En 1988, los Laboratorios Nacionales de Sandia, llevaron a cabo pruebas de resistencia que consistieron en estrellar un caza a reacción contra un gran bloque de hormigón, que simulaba la contención, a 775 km/h. El avión dejó solo una hendidura de aproximadamente 6 cm de profundidad en el hormigón. A pesar de que el bloque no se había construido de igual modo que el escudo antimisiles de un edificio de contención (ya que no estaba anclado, etc.), los resultados se consideraron suficientemente indicativos. Un estudio posterior realizado por el Instituto de Investigaciones de Energía Eléctrica (EPRI) y estos laboratorios, concluyeron que tampoco los aviones comerciales ponían en riesgo la contención.
En 1992 el huracán Andrew golpeó de forma directa la Central Nuclear Turkey Point. Esta central posee dos grupos de combustible fósil y dos nucleares. Se ocasionó un daño valorado en más de 90 millones de dólares, en gran parte a un tanque de agua y a una de las chimeneas de uno de los grupos de combustible fósil, pero los edificios de contención no resultaron dañados.